# Геролштајн
Геролштајн (њем. Gerolstein) град је у њемачкој савезној држави Рајна-Палатинат. Једно је од 109 општинских средишта округа Вулканајфел. Према процјени из 2010. у граду је живјело 7.497 становника. Посједује регионалну шифру (AGS) 7233026.

## Географски и демографски подаци
Геролштајн се налази у савезној држави Рајна-Палатинат у округу Вулканајфел. Град се налази на надморској висини од 358 метара. Површина општине износи 64,3 km². У самом граду је, према процјени из 2010. године, живјело 7.497 становника. Просјечна густина становништва износи 117 становника/km².

## Међународна сарадња
| Мјесто         | Држава    | Врста сарадње | Од    |
| -------------- | --------- | ------------- | ----- |
| Гилзе ен Рејен | Холандија | партнерство   | 1980. |
| Дигоан         | Француска | партнерство   | 1987. |
| Извор          |           |               |       |